# Consortium de séquençage du génome de la pomme de terre
Le consortium de séquençage du génome de la pomme de terre (PGSC, acronyme de Potato Genome Sequencing Consortium) est un consortium international ayant pour objectif le séquençage du génome de la pomme de terre (Solanum tuberosum L.).
Ce consortium a été lancé en janvier 2006 à l'initiative du département de la sélection végétale de l'université de Wageningue. Il regroupait à l'origine 13 groupes de recherches provenant d'Argentine, Brésil, Chili, Chine, États-Unis, Inde, Irlande, Nouvelle-Zélande, Pays-Bas, Pologne, Pérou, Royaume-Uni et Russie.
Le génome de la pomme de terre se compose de 12 chromosomes et sa taille est estimée à 840 millions de paires de bases. Le travail de séquençage a porté sur deux variétés diploïdes, RH89-039-16, variété diploïde hétézygote et DM1-3 516R44, variété homozygote (monoploïde doublée).
La première ébauche de séquence du génome de la pomme de terre a été annoncée en 2011 dans la revue Nature.
L'assemblage, qui couvre 95 % des gènes de la pomme de terre, est mis à la disposition des chercheurs dans le domaine public et publié sur le site du PGSC, www.potatogenome.net ,.

## Membres
Le consortium de séquençage du génome de la pomme de terre regroupe des représentants de 17 instituts ou universités de 13 pays différents :
- Argentine, Instituto Nacional de Tecnología Agropecuaria
- Chili, Instituto de Investigaciones Agropecuarias
- Chine
  - Institut de génomique de Pékin
  - Académie chinoise des sciences agronomiques
- États-Unis, 
  - Université d'État du Michigan
  - Institut polytechnique et Université d'État de Virginie
- Inde, Central Potato Research Institute
- Irlande, Teagasc Agriculture and Food Development Authority
- Italie, Ente per le Nuove tecnologie, l'Energia e l'Ambiente
- Nouvelle-Zélande, New Zealand Institute for Crop and Food Research
- Pays-Bas, Université de Wageningen
- Pérou, 
  - Centre international de la pomme de terre
  - Université péruvienne Cayetano Heredia
- Pologne, Institut de biochimie et biophysique de l'Académie polonaise des sciences
- Royaume-Uni, 
  - Université de Dundee
  - Scottish Crop Research Institute
- Russie, Centre de bioingénierie de l'Académie des sciences de Russie